# Hagebau

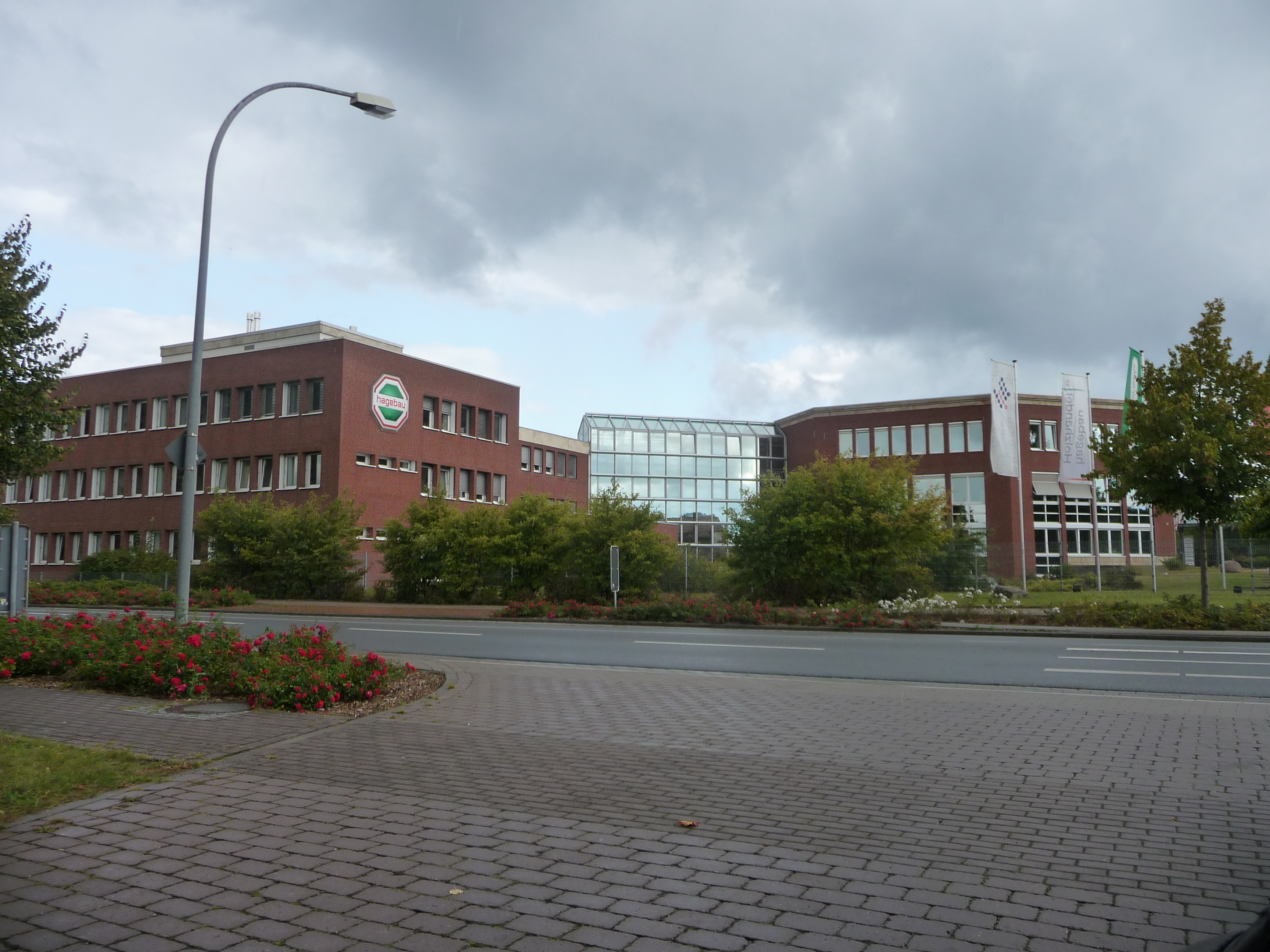
Hagebau-Zentrale in Soltau, nach dem Entwurf des Architekten Johannes Mronz

Die Handelsgesellschaft für Baustoffe (Hagebau, Eigenschreibweise hagebau) ist ein Verbund von rund 350 mittelständischen Groß- und Einzelhändlern in den Sortimentsbereichen Baustoffe, Holz, Fliesen und Garten mit mehr als 1.500 Standorten in Deutschland, Österreich, Schweiz, Luxemburg, Frankreich, Belgien und Spanien. Die Zentrale der Kooperation ist in Soltau angesiedelt. Die Märkte in Deutschland mit kleinerer Verkaufsfläche treten unter den Namen Werkers Welt oder hagebau kompakt auf.

## Geschichte
1964 wurde Hagebau als Einkaufsverbund von 34 Baustoff-Fachhändlern gegründet. Sieben Jahre nach der Gründung trat der hundertste Gesellschafter in die Hagebau ein. 1979 eröffnete der erste Hagebau-Markt. 1995 wurde die Hagebau Österreich gegründet. 1997 wurde der Geschäftsbereich Hagebau Holzhandel ins Leben gerufen. 2007 wurde der Bereich Fliese/Naturstein als dritte Fachhandelssparte integriert und noch im selben Jahr gründete die Hagebau gemeinsam mit der Otto Group die Onlinehandelsplattform Baumarkt Direkt. 
Seit 2013 ist die „Zentrale für Einkauf und Service“ (ZEUS) eine 100-prozentige Tochter der Hagebau. Eine Beteiligung der hagebau an der ZEUS bestand bereits seit 2003. Zum 1. Januar 2018 ging die ZEUS als hagebau Einzelhandel vollständig in die Hagebau auf. Der hagebau Einzelhandel betreut das Einzelhandelsgeschäft – und damit das Franchisesystem Hagebaumarkt – als Systemgeber und Dienstleister. Im Juli 2019 wurde die Baumarkt Direkt vollständig von Otto übernommen, womit die Zusammenarbeit der Hagebau mit Otto beendet wurde.

## Unternehmensbereiche

### Baustoffhandlungen
Der Baustoff-Fachhandel ist mit mehr als 900 Märkten das Kerngeschäft von Hagebau. Die Hagebau Baustoffhandlungen bieten ein Sortiment rund um Haus und Garten. In der Soltauer Zentrale entwickeln Spezialisten Konzepte u. a. für Baustoffhändler, Holzhändler und Fliesenhändler, die aufgrund ihrer Aktivitäten differenzierte Anforderungen haben, bspw. Einkauf, Logistik, Marketing und Vertrieb.

### Holzhandlungen
Neben Produkten und Fachberatung werden den Kunden von den Händlern diverse Serviceleistungen wie Ausstellungen und Zuschnitt angeboten.

### Fliesenhandlungen
Im Januar 2007 wurde das ehemalige Joint Venture CC Ceramic GmbH & Co. KG der Partner Hagebau und IGA, Architekturbaustoffe GmbH & Co. Handels KG, Essen, als dritte Fachhandelsparte in die Hagebau integriert. Der neue Bereich Fliese/Naturstein bündelt Einkaufsfunktionen, Spezialisierungssysteme und Marketingaktivitäten. Der Fliesenfachhandel bietet Artikel rund um Marmor und keramische Fliesen. Eingekauft wird weltweit über Zwischenhändler und per Direktimport. In der Sparte Fliese/Naturstein hat Hagebau das im gehobenen Preis- und Qualitätsspektrum angesiedelte Eigenmarkenprogramm IGA entwickelt und besitzt dafür die Vertriebshoheit.

### Hagebaumärkte & Hagebau Kompakt Märkte

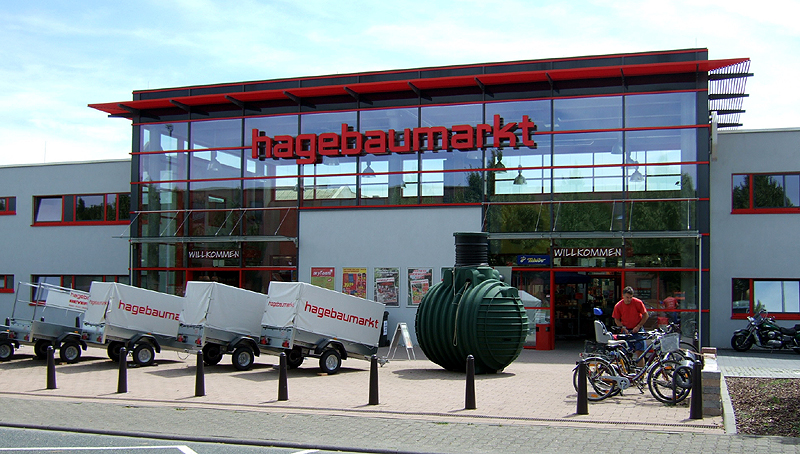
Hagebaumarkt bei Mainz (2007)

Eine Vertriebsschiene für den Einzelhandel sind die im Franchisesystem betriebenen Hagebaumärkte in Deutschland und Österreich, die es in verschiedenen Größen und mit unterschiedlichem Artikelspektrum gibt. Der Einzelhandel ist im hagebau Einzelhandel organisiert. Neben dem klassischen Heimwerkersortiment bieten viele Hagebaumärkte auch ein Gartencenter.
Auf kleinerer Verkaufsfläche dienen über die Vertriebsschiene Hagebau Kompakt, ehemals als Werkers Welt bekannt, Fachmärkte als Nahversorger im regionalen Umfeld. 

### Hagebaucentren
Eine Kombination von Fach- und Einzelhandel sind die Hagebaucentren. Hier befinden sich eine Baustoff- oder Holz-Fachhandlung sowie ein Hagebaumarkt, häufig mit Gartencenter.

### Logistik-Standorte
Sechs Logistik-Standorte – an Autobahnen gelegen – in Neumünster, Westerkappeln, Herten, Schleinitz, Burgau und Walsrode halten ein Sortiment von 6.000 bis 10.000 Artikeln für die Baustoff-, Holz- und Fliesen-Fachhändler sowie auch für die Hagebaumärkte und Gartencenter vor.

### HageworX
Am 14. September 2019 eröffnete die erste HageworX-DIY-Werkstatt im Himmler Hagebaumarkt in Hannover. Kunden können dort einen ausgestatteten Werkraum mieten, in dem sie DIY-Projekte realisieren können; bisher ist die Nutzung der HageworX kostenlos. Der Werkraum darf ab einem Alter von 18 Jahren gemietet werden. Weiterer Standort folgte im Hagebaumarkt Holz&Bau in Iserlohn.

## Tochter- und Beteiligungsgesellschaften

### Deutschland
Die Hagebau Handelsgesellschaft für Baustoffe mbH & Co. KG ist an mehreren Unternehmen beteiligt:
- Die Hagebau Handelsgesellschaft für Baustoffe Verwaltungs-GmbH mit Sitz in Soltau ist Komplementärin der Hagebau Handelsgesellschaft für Baustoffe mbH & Co. KG.
- Die Hagebau IT GmbH mit Sitz in Soltau gehört zu 100 % zum Unternehmen.
- Die Hagebau Versicherungsdienst GmbH mit Sitz in Soltau ist ein 100-prozentiges Tochterunternehmen. Die Firma bietet Dienstleistungen im Bereich Versicherungen an.
- Die Hagebau Beratungs- und Beteiligungs-Gesellschaft mbH mit Sitz in Soltau ist ein 100-prozentiges Tochterunternehmen.
- Die hagebau connect GmbH & Co. KG mit Sitz in Hamburg betreut die Cross-Channel-Konzeption von Hagebau und betreibt den Online-Shop[9]. Das E-Commerce-Unternehmen ging 2019 aus dem Joint Venture Baumarkt Direkt hervor.
- Die Hagebau Logistik GmbH & Co. KG mit Sitz in Soltau ist ein 100-prozentiges Tochterunternehmen. Sie betreibt sechs Distributionszentren (Westerkappeln, Herten, Neumünster, Schleinitz, Burgau und Walsrode).
- Die Hagedoo GmbH mit Sitz in Soltau gehört zu 100 % zum Unternehmen

### Frankreich
- Die A.R.E.N.A. SAS mit Sitz in Bondoufle gehört zu 40,33 % zum Unternehmen.